# Ichitaro Tsujii
Ichitarō Tsujii (Japans: 辻井市太郎, Tsujii Ichitarō) (Kioto, 25 mei 1910 - 20 september 1986)  was een Japans componist en dirigent.

## Biografie
Tsujii werd in 1929 lid van het stedelijk harmonieorkest van Osaka. Hij heeft zich muzikaal en artistiek verder ontwikkeld en werd in 1949 dirigent van dit harmonieorkest. Als componist schreef hij meerdere concertwerken voor harmonieorkest waarvan het bekendste de in 1969 geschreven  Fantasia for Band is.

## Discografie
- GES-11296 On facing: Praising Ichitaro Tsujii, The Osaka Municipal Symphonic Wind Orchestra, Conductor: Ichitaro Tsujii

- International Standard Name Identifier: 0000 0003 7864 4984
- Bibliotheek van het Japanse parlement: 00144224
- Virtual International Authority File: 256875990